# Alice B. Russell
Alice Burton Russell (Maxton, 30 de junho de 1892 — New Rochelle, dezembro de 1984 ou  1 de janeiro de 1985) foi uma atriz afro-americana, produtora e esposa do diretor Oscar Micheaux. Ela apareceu em vários filmes dirigidos por seu marido.

## Biografia
Alice B. Russell nasceu em 30 de junho de 1892 em Maxton, Carolina do Norte. Seus pais eram M. J. Russell e Robert Russell, um proeminente editor de jornal, editor e político.
Russell e Micheaux casaram-se em 20 de março de 1926, em Montclair, Nova Jérsei.
Ela começou sua carreira de atriz no cinema mudo, estrelando The Broken Violin (1928), de seu marido. Ela continuou a atuar depois que os filmes falados predominaram. Ela foi mencionada frequentemente como A. Burton Russell nos créditos. Na década de 1930, ela produziu três filmes do marido e trabalhou como equipe diversa em dois filmes.
Vivendo quase 100 anos, Russell faleceu em New Rochelle, Nova Iorque, no final de dezembro de 1984, embora sua morte tenha sido confirmada apenas no dia 1 de janeiro de 1985. Ela foi enterrada em uma cova sem identificação no Cemitério Greenwood em Rye, Nova Iorque. Seu túmulo agora está marcado com uma pedra em homenagem às suas conquistas na indústria do entretenimento.

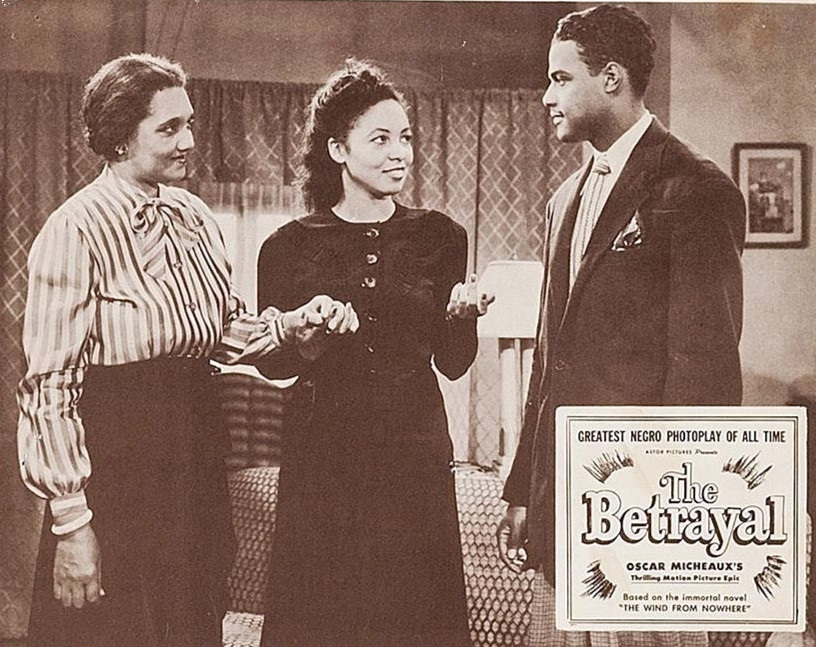
Alice B. Russell (à esquerda) em The Betrayal (1948)

## Filmografia
Como atriz:
- The Broken Violin (1928)
- The Wages of Sin (1929)
- When Men Betray (1929)
- Easy Street (1930)
- A Daughter of the Congo (1930)
- Veiled Aristocrats (1932)
- Ten Minutes to Live (1932)
- The Girl from Chicago (1932)
- Harlem After Midnight (1934)
- Murder in Harlem (1935)
- God's Step Children (1938)
- Birthright (1939)
- The Betrayal (1948)

Como produtora:
- Darktown Revue (1931)
- Murder in Harlem (1935)
- Birthright (1939)

Como equipe diversa:
- Ten Minutes to Live (1932)
- Swing! (1938)